# Light of Altair
Light of Altair est un jeu vidéo 4X de stratégie en temps réel développé par SaintXi, sorti en 2009 sur PC (Windows).

## Accueil
- IGN : 7/10[1]